# 2927 Alamosa
A 2927 Alamosa (ideiglenes jelöléssel 1981 TM) a Naprendszer kisbolygóövében található aszteroida. Norman G. Thomas fedezte fel 1981. október 5-én.